# Dempsey Wright
George Dempsey Wright (* 14. Juli 1929 in Calumet (Oklahoma); † 24. April 2001 in Hot Springs (Arizona)) war ein US-amerikanischer Jazzmusiker (Gitarre, Arrangement).

## Leben
Wright arbeitete in den 1950er Jahren in der Jazzszene von Los Angeles; 1957 nahm er mit Harry Babasin and the Jazzpickers und mit Bob Keene and His Orchestra auf. 1958 spielte Wright sein Debütalbum The Wright Approach (Andex Records) auf; Mitwirkende waren Richie Kamuca, Victor Feldman, Ben Tucker und Stan Levey sowie Bill Holman als Arrangeur.  In den folgenden Jahren spielte er u. a. 1959 mit Freddie Gambrell (Mikado) und 1962 bei Harry James. 1974 legte er noch das Album String Euphoria (Nocturne Hollywood) vor. Im Bereich des Jazz war er laut Tom Lord zwischen 1957 und 2074 an 13 Aufnahmesessions beteiligt. Nach Ansicht von Scott Yanow hatte Wright  einen ruhigen, ansprechenden Ton und einen starken Improvisationsstil auf Bop-Basis.